# Natalija Senić
Natalija Senić (serbisch-kyrillisch Наталија Сенић; * 2. Januar 2003) ist eine serbische Tennisspielerin.

## Karriere
Senić spielt bisher vorrangig auf der ITF Women’s World Tennis Tour, wo sie bislang sechs Titel im Einzel und sechs im Doppel gewinnen konnte.
Seit 2024 spielt Senić für die serbische Billie-Jean-King-Cup-Mannschaft; ihre Billie-Jean-King-Cup-Bilanz weist bislang einen Sieg im Einzel bei drei Niederlagen im Doppel aus.

## Turniersiege

### Einzel
| Nr. | Datum              | Turnier            | Kategorie | Belag | Finalgegnerin  | Ergebnis      |
| --- | ------------------ | ------------------ | --------- | ----- | -------------- | ------------- |
| 1.  | 3. September 2023  | Kuršumlijska Banja | ITF W15   | Sand  | Anja Stanković | 6:2, 4:6, 6:2 |
| 2.  | 3. Dezember 2023   | Antalya            | ITF W15   | Sand  | Aya El Aouni   | 5:1, Aufgabe  |
| 3.  | 30. Juni 2024      | Kuršumlijska Banja | ITF W15   | Sand  | Anja Stanković | 6:3, 6:2      |
| 4.  | 11. August 2024    | Kuršumlijska Banja | ITF W15   | Sand  | Anja Stanković | 7:5, 6:2      |
| 5.  | 15. September 2024 | Kuršumlijska Banja | ITF W15   | Sand  | Luca Udvardy   | 6:4, 6:2      |
| 6.  | 4. Mai 2025        | Kuršumlijska Banja | ITF W15   | Sand  | Anja Stanković | 6:1, 6:1      |

### Doppel
| Nr. | Datum             | Turnier            | Kategorie | Belag | Partnerin       | Finalgegnerinnen                      | Ergebnis   |
| --- | ----------------- | ------------------ | --------- | ----- | --------------- | ------------------------------------- | ---------- |
| 1.  | 25. Juni 2023     | Prokuplje          | ITF W15   | Sand  | Eleni Christofi | Ana Candiotto Anastasia Iamachkine    | 7:65, 6:3  |
| 2.  | 2. September 2023 | Kuršumlijska Banja | ITF W15   | Sand  | Anja Stanković  | Gebriela Michajlowa Joana Radulowa    | 6:2, 6:2   |
| 3.  | 18. Mai 2024      | Kuršumlijska Banja | ITF W15   | Sand  | Nina Stojanović | Daria Kuczer Vicky Van de Peer        | 7:5, 7:5   |
| 4.  | 22. Juni 2024     | Kuršumlijska Banja | ITF W15   | Sand  | Anja Stanković  | Xenija Laskutowa Alexandra Schubladse | 7:65, 7:64 |
| 5.  | 24. August 2024   | Vrnjačka Banja     | ITF W35   | Sand  | Anja Stanković  | Ela Nala Milić Anna Turati            | 6:3, 6:4   |
| 6.  | 16. August 2025   | Kuršumlijska Banja | ITF W75   | Sand  | Anja Stanković  | Francisca Jorge Matilde Jorge         | 6:2, 7:5   |